# NGC 694
NGC 694 è una galassia a spirale situata nella costellazione dell'Ariete, a una distanza di circa 129 milioni di anni luce dalla nostra Via Lattea.

## Scoperta
La galassia è stata scoperta il 2 dicembre 1861 dall'astronomo prussiano Heinrich d'Arrest.

## Descrizione
NGC 694 presenta una larga riga a 21 cm dell'idrogeno neutro ed è sede di un'intensa formazione stellare. NGC 694 è una galassia il cui nucleo è molto brillante nell'ultravioletto. È inserita nel catalogo di Markarian con il codice Mrk 363 (MK 363).

## Gruppo di NGC 691

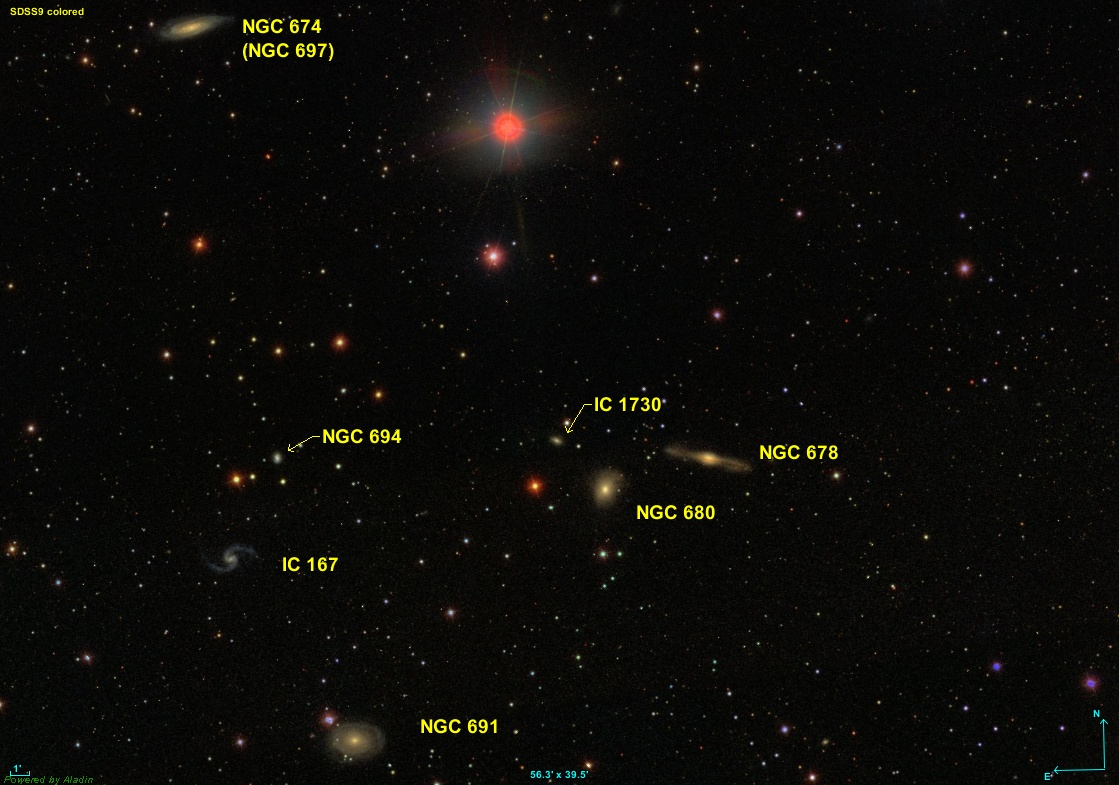
Il Gruppo di NGC 691 nelle immagini SDSS.

NGC 694 fa parte del Gruppo di NGC 691, un raggruppamento che comprende almeno 10 galassie. Sette di queste galassie sono state incluse nel gruppo da Mahtessian nel 1998: IC 163, NGC 674, NGC 678, NGC 680, NGC 691, NGC 694, IC 167 e NGC 697 (= NGC 674). A queste sette vanno aggiunte le 3 piccole galassie elencate da Garcia nel 1993: UGC 1287, UGC 1294 e UGC 1490. La galassia IC 1730 potrebbe far parte del gruppo, in quanto si trova nella stessa regione di cielo e a una distanza compatibile.
La galassia più luminosa del gruppo è NGC 691, mentre la più vasta è NGC 678.

## Supernova
Il 17 maggio 2014, all'interno di NGC 694 è stata scoperta la supernova SN 2014bu dall'astronomo amatoriale sudafricano Berto Monard. La supernova è stata classificata di tipo IIP.